# NGC 3344
NGC 3344 este o emission-line galaxy⁠(d) situată în constelația Leul Mic. A fost descoperită în 6 aprilie 1785 de către William Herschel. Se află la o distanță de 9,82 megaparseci de Pământ.